# Aptinus bombarda
Aptinus bombarda é uma espécie de carabídeo da tribo Brachinini, com distribuição restrita à Europa.

## Distribuição
A espécie tem distribuição na Albânia, Alemanha, Áustria, Bósnia e Herzegovina, Bulgária, Croácia, Eslováquia, Eslovênia, Hungria, Itália, Moldávia, Montenegro, República Checa, Romênia, Sérvia e Ucrânia.